# Neptunbrunnen (Augsburg)

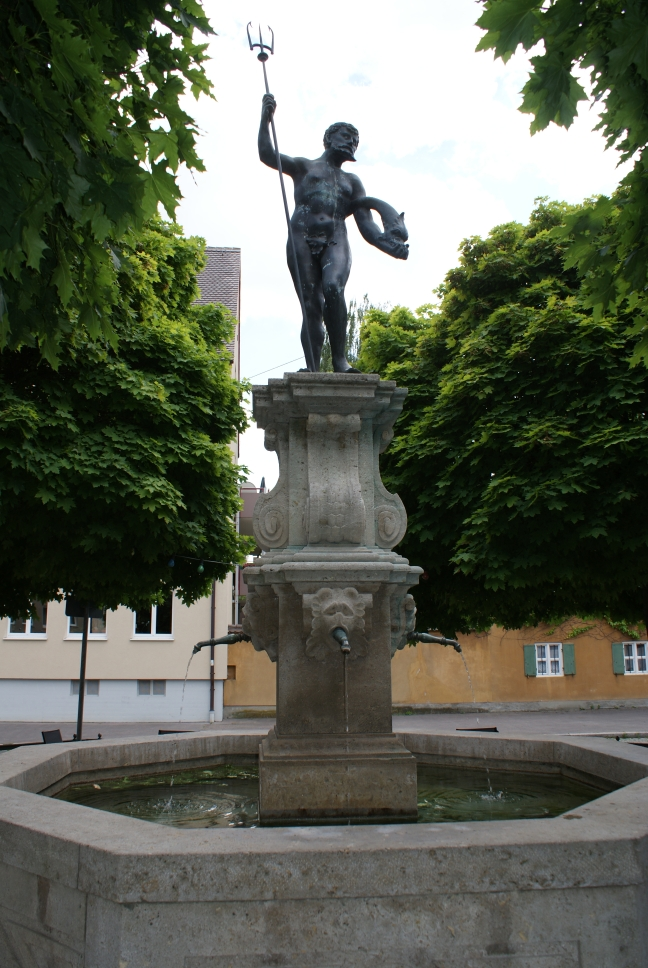
Ansicht des Neptunbrunnens

Der Neptunbrunnen in Augsburg ist dem römischen Gott Neptun gewidmet und besitzt eine wechselhafte Geschichte. Es handelt sich um Augsburgs älteste Brunnenfigur, da man annimmt, dass die Figur um 1518 entstanden ist. Andere Quellen gehen von einer Herstellung 1536/1537 aus. Sie wurde aus Bronze angefertigt und vermutlich vom Augsburger Bildhauer Hans Daucher entworfen, andere Quellenhinweise deuten auf den Bildhauer Sebastian Loscher hin.

## Erscheinungsbild
Die 1,75 Meter hohe Brunnenfigur (mit Dreizack 2,39 Meter) besteht aus dem Körper des Meeresgottes, der in seiner rechten Hand einen Dreizack hält. In seiner linken Hand befindet sich ein kleiner Delfin. Die Figur steht seit 1978 auf einem Natursteinsockel aus Crailsheimer Marmor in der Mitte eines steinernen Beckens. Aus vier Wasserleitungen, die in den Mäulern von Löwenprotonen stecken, plätschert Wasser in das Brunnenbecken.

## Geschichte

Karte (Bayerische Uraufnahme) mit dem Fischmarkt, auf dem der Neptunbrunnen ursprünglich bis 1596 und erneut von 1745 bis 1888 stand.

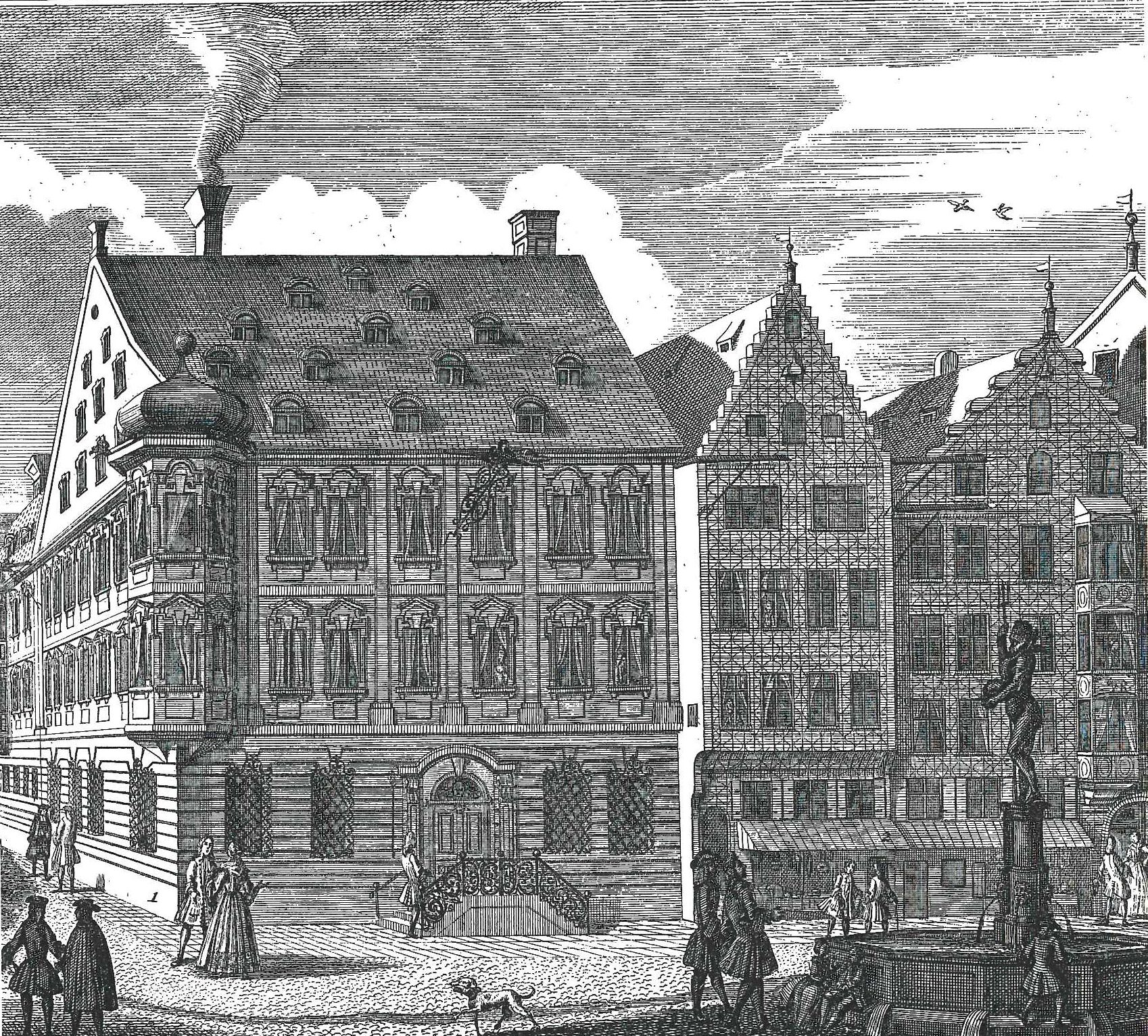
Neptunbrunnen in der Weißmalergasse (Kupferstich Anfang des 18. Jahrhunderts)

Der Brunnen befand zunächst bis zum Jahr 1593 auf dem Fischmarkt, einem Platz zwischen Perlachturm und Rathaus, und ersetzte dort eine Figur des Heiligen Ulrich. Die konfessionell problematische Figur wurde so durch ein „neutrales Sujet“, zum Thema des Marktes passend, ersetzt.
1596 baute die Stadt den Brunnen in der Weißmalergasse (heute Karolinenstraße) etwa auf Höhe der Judengasse (heute Karlstraße) wieder auf. Über die Jahre entwickelte sich der Brunnen dort allerdings zum Verkehrshindernis und wurde daher 1745 wieder auf den Fischmarkt zurück versetzt. Die wasserspeienden Löwenprotonen am Brunnenpfeiler kamen um 1836 hinzu. Bei einer gründlichen Instandsetzung um 1840 erhielt er zudem ein eisernes Brunnenbecken.
Veranlasst durch den Bau des städtischen Verwaltungsgebäudes neben dem Rathaus wurde 1888 erneut eine Versetzung des Brunnens vorgenommen. Als neuen Standort wählte man den etwas abgelegeneren Jakobsplatz (ehemals Saumarkt) in der Jakobervorstadt östlich der Fuggerei. Die Brunnenfigur wurde um diese Zeit auf eine dicke Eisensäule in klassizistischer Formgebung gestellt. Da die eisernen Teile zusammen mit der eleganten Bronzefigur kein harmonisches Gesamtbild ergaben, erhielt Neptun 1921 ein neues Becken mitsamt Säule und Stufen aus Ettringer Marmor.
Aufgrund der Luftverschmutzung zeigten sich in den 1970er Jahren zunehmend Schäden an dem Naturstein, sodass 1978 eine Erneuerung der gesamten Brunnenanlage sowie eine Neugestaltung des Jakobsplatzes vorgenommen wurde. Bei der Sanierung, die die Stadt rund 250.000 Mark kostete, verwendete man für die Erneuerung des Brunnenbeckens und des Sockels widerstandsfähigen Crailsheimer Marmor.
Zuletzt wurde der Brunnen 2005/2006 restauriert und dabei die originale Brunnenfigur durch einen Abguss ersetzt. Die Originalbronze befindet sich seither im Maximilianmuseum.